# ロベール・ユー
ロベール・ジョルジュ・オーギュスト・ユー（Robert Georges Auguste Hue、1946年10月19日 - ）は、フランスの政治家。1994年から2001年までフランス共産党全国書記（書記長、党首に相当）を務めた。ヴァル＝ドワーズ県コルメイユ＝ザン＝パリジ Cormeilles-en-Parisis出身。
生家は共産主義者の家でユー自身、6歳の時から毎週日曜日、石工の父とともに共産党機関紙「ユマニテ」を売って歩いた。コルメイユ＝ザン＝パリジの工業中学（コレージュ）に学ぶ。中学時代は、ロック・バンドを組んだり、柔道を習ったりした。柔道の腕前は二段で黒帯である。
1962年16歳のとき、フランス共産党青年部に加盟し、その後入党する。パリに上り、アルジャントゥイユの精神病院で雑役夫として働きながら学ぶ。共産党では、ジョルジュ・マルシェの側近として台頭し、1977年にはモンティニー・レ・コルメイユ Montigny-lès-Cormeillesの市長に当選した。1987年党中央委員。1990年政治局員。1994年マルシェ書記長の後継として、共産党指導者となり、書記長職を全国書記に名称変更する。
共産党から1995年大統領選挙、2002年大統領選挙に立候補し、それぞれ、8.7パーセント、3.37パーセントを獲得した。2003年フランス議会下院国民議会選挙で落選したが、翌2004年上院元老院議員に当選。2017年まで在職した。
マリー・エディット夫人との間にシャルル、セシリアの一男一女がいる。